# Liste der Naturdenkmale in Schmidthachenbach
Die Liste der Naturdenkmale in Schmidthachenbach nennt die im Gemeindegebiet von Schmidthachenbach ausgewiesenen Naturdenkmale (Stand 15. Juli 2013).

## Naturdenkmale
| Nr.         | Bezeichnung     | Lage                                               | Beschreibung            | Bild                                    |
| ----------- | --------------- | -------------------------------------------------- | ----------------------- | --------------------------------------- |
| ND-7134-415 | Eine alte Eiche | westlich des Ortes; Flur Auf Hunsrück Lage         | Quercus sp.             | Direkt Bild zu diesem Denkmal hochladen |
| ND-7134-416 | Drei Eichen     | westlich des Ortes; Flur Oben auf Frommesheid Lage | Quercus sp., drei Bäume | Direkt Bild zu diesem Denkmal hochladen |